# Nocturne (2020)
Nocturne ist ein US-amerikanisches Coming-of-Age-Filmdrama mit Horrorelementen von Regisseurin Zu Quirke, das am 13. Oktober 2020 auf Prime Video veröffentlicht wurde. In den Hauptrollen sind Sydney Sweeney und Madison Iseman zu sehen.

## Handlung
Sechs Wochen nachdem die Violinisten Moira Wilson seltsame Zeichen in ihre Wände ritzte, ein rätselhaftes gelbes Licht sah und sich daraufhin aus dem dritten Stock ihres Kunstinternats stürzte, verkündet die Schulleitung, dass das für Wilson vorgesehene Solo bei der jährlichen Aufführung der Schule neu besetzt wird. Dafür muss jeder Interessent an einem Vorspielen teilnehmen, was auch die Zwillingsschwestern Juliet und Vivian Lowe, beide Pianistinnen, hellhörig werden lässt. Das Verhältnis zwischen den beiden ist angespannt. So ist Juliet auf den sicheren Studienplatz von Vivian, ihren Freund Max sowie ihr im Allgemeinen glücklicheres Leben eifersüchtig, hat sie doch selbst ihr ganzes Leben ihrer noch jungen, aber bereits ins Stocken geratenen Musikkarriere gewidmet.
Juliets Klavierlehrer Roger möchte sie davon überzeugen, beim Vorspielen ein Stück von Mozart vorzutragen, doch sie selbst entscheidet sich im Geheimen dazu, ebenfalls ein von ihrer Schwester ausgewähltes, anspruchsvolleres Stück von Saint-Saëns zu spielen, um Vivian schlagen zu können. Wenig später findet sie in der Schule das alte Notizbuch von Moira Wilson, in denen sie seltsame Zeichnungen und Texte entdeckt. Mit der Zeit hat sie das Gefühl, vom Buch besser gemacht zu werden, bekommt allerdings auch Visionen, unter anderem von einem gelben Licht. Eine dieser Visionen tritt während ihres überraschend starken Vorspielens auf, wobei sie sich als gestandene Pianistin sieht.
Trotzdem verliert sie den Wettbewerb am Ende gegen Vivian, woraufhin die Beziehung der beiden endgültig zerbricht, auch da Vivian über die dreiste Kopie ihres Stückes entsetzt ist. Juliet trennt sich daraufhin von ihrem Musiklehrer Roger, den sie als erfolglosen Musiker bezeichnet, und möchte stattdessen von Vivians Lehrer Dr. Henry Cask unterrichtet werden. Cask attestiert ihr, dass ihre Technik mit der ihrer Schwester ebenbürtig sei, ihr aber die Emotionen beim Spielen fehlen würden.
Auf einer geheimen Studentenparty außerhalb des Internats kommt es zu einem erneuten Streit der Schwestern, nachdem sich Juliet und Vivians Freund Max angenähert haben. Als Juliet der Situation entfliehen will, wird sie von dem seltsamen gelben Licht gestoppt, während die ihr nachrennende Vivian einen Fels hinabstürzt und sich dabei einen Arm bricht. Da die Proben der jährlichen Aufführung schon fortgeschritten sind, bittet daraufhin die Schule Juliet, für Vivian einzuspringen, haben sie doch dasselbe Stück beim Vorspielen vorgetragen. Vivian ist über diese Entscheidung nicht glücklich und macht Juliet deutlich, dass sie immer nur mittelmäßig bleiben wird.
Über die Zeit hinweg konnte Juliet die rätselhaften Zeichnungen in Moira Wilsons Buch entschlüsseln und erkannte so, dass die gezeichneten Bilder mit kürzlich erfolgten Erlebnissen von ihr übereinstimmen. Einzig die letzte Seite des Notizbuches fehlt, doch Juliet kann sie durch eine Vision neu zeichnen und erkennt so, dass am Ende ihres Weges, genau wie bei Moira, die eigene Aufopferung steht. Zunehmend in Panik geratend, verlässt sie später die Bühne der Aufführung, folgt dem gelben Licht und stürzt sich schließlich vom Dach des Internats. In einer letzten Vision sieht sie sich selbst, wie ihre Performance mit tosendem Applaus des Publikums gefeiert wird.

## Produktion
Im November 2018 schloss Amazon Studios mit Blumhouse Productions einen Vertrag ab, bei dem acht Thriller von diversen und unterrepräsentierten Filmemachen produziert und bei Prime Video veröffentlicht werden sollte. Als erstes dieser acht Projekte wurde im September 2019 der Film Nocturne angekündigt, bei dem Zu Quirke ihr Regiedebüt geben und zudem das Drehbuch schreiben sollte. Als Darsteller wurden Sydney Sweeney und Madison Iseman, die zusammen auf die High School gingen und dadurch laut Quirke eine gewisse Grundchemie gehabt hätten, sowie Jacques Colimon und Ivan Shaw angekündigt, während Jason Blum, Jeremy Gold und Marci Wiseman als Produzenten fungierten. Die Grundidee zum Film basiert in Teilen auf Quirkes eigener Jugend, in der sie 14 Jahre lang in einem ständigen Wettbewerb mit Gleichaltrigen Violine spielte, mit 18 Jahren aber schließlich erkannte, dass sie weder das Talent noch den Willen hat, es in die Musikindustrie zu schaffen.
Bereits drei Monate nachdem Blumhouse beim Filmprojekt einstieg, begannen im September 2019 die Dreharbeiten in Los Angeles. Für die Vorproduktion hatte man vier Wochen Zeit; der Film wurde letztendlich an 20 Drehtagen gedreht. Sweeney und Iseman nahmen in Vorbereitung auf die Filmaufnahmen Klavierunterricht, um am Set die korrekten Bewegungen machen zu können. Die im Film zu hörende Musik wurde allerdings von einem Double eingespielt. Das Budget lag bei unter 10 Millionen US-Dollar.
Ein Trailer zum Film wurde am 16. September 2020 veröffentlicht. Nocturne erschien schließlich als Teil der achtteiligen Anthologie-Reihe Welcome to the Blumhouse, bei der sich alle Filme rund um die Themen Familie und Liebe als erlösende oder zerstörende Macht drehen, gemeinsam mit Evil Eye am 13. Oktober 2020 bei Prime Video. Black Box und The Lie wurden bereits sieben Tage zuvor veröffentlicht; die restlichen vier Filme folgten 2021.

## Synchronisation
Die deutschsprachige Synchronisation entstand nach einem Dialogbuch von Domenic Redl und unter der Dialogregie von Ursula von Langen bei FFS Film- & Fernseh-Synchron.
| Rolle          | Darsteller      | Synchronsprecher  |
| -------------- | --------------- | ----------------- |
| Juliet Lowe    | Sydney Sweeney  | Laura Jenni       |
| Vivian Lowe    | Madison Iseman  | Alina Freund      |
| Max            | Jacques Colimon | Tobias Kern       |
| Dr. Henry Cask | Ivan Shaw       | Manou Lubowski    |
| Cassie Lowe    | Julie Benz      | Claudia Lössl     |
| David Lowe     | Brandon Keener  | Patrick Schröder  |
| Roger          | John Rothman    | Kai Taschner      |
| Alexis         | Miles McKenna   | Fabian Wittkowski |

## Kritiken
Der Film konnte 62 % der Kritiker auf Rotten Tomatoes überzeugen und erhielt auf Metacritic einen Metascore von 58 von 100 möglichen Punkten.
Eric Eisenberg kommt in seiner Kritik für CinemaBlend.com zu einem positiven Urteil. Regisseurin Zu Quirke nutze die kraftvolle Atmosphäre des Wettbewerbs als Grundlage für ihre mit Twists versehene, dunkle Geschichte. Die charakterzentrierte, eher einfache Handlung lasse dabei den zentralen Konflikt schlau eskalieren, was zu einigen verrückten Momenten führe. Die emotionalen Umstände der Rivalität zwischen den Hauptfiguren könnten dabei schnell das Publikum für sich gewinnen, was nicht zuletzt den überzeugenden Darstellungen von Sydney Sweeney und Madison Iseman geschuldet sei. Die stilistische Inszenierung der Kunst und Musik bringe unterdessen Schönheit, aber auch Mystik in den Film, der nicht auf klassischen Grusel, sondern auf psychologischen Horror setze. Als Fazit zieht Eisenberg, Nocturne sei ein kleiner Film, der aus seinen begrenzten Möglichkeiten das Beste.
Auch Phil Hoad vom Guardian steht Nocturne überwiegend positiv gegenüber. So sei der Film eine selbstbewusste Interpretation, die in ihrer Tonalität stark an Black Swan erinnere. Regisseurin Quirke scheue sich nicht davor, viele unterschiedliche Themen zu behandeln, so etwa frühzeitige Menstruation, das Ausspannen eines Freundes oder ein sadistischer, aber höflicher Maestro, gespielt von Ivan Shaw. Sweeneys Darstellung sei in einigen aufbrausenden Momenten zu überspielt, könne in ruhigen Szenen allerdings vollends überzeugen. Des Weiteren lobt Hoad die wunderschöne Beleuchtung, das kantige Sounddesign sowie das elegante Ende.
Dem gegenüber steht Ryan Lattanzio von IndieWire, der dem Film nicht viel abgewinnen konnte. Die Eröffnungsszene sei zwar unheimlich auf eine rituelle Weise, im Verlaufe der gehetzten Handlung könne Nocturne allerdings die vielen Ideen aus anderen, besseren Filmen des weiblichen Psychothrillergenres nicht zu einem Ganzen zusammenfügen. Die Regel Show, don’t tell werde nicht eingehalten, die Geschichte sei zu vorhersehbar, dadurch nicht beängstigend und ihr großes Finale nicht emotional genug. Ebenso werde das kulturelle, mythische Konzept von Künstlern mit ihren Eigenheiten in „übernatürliche Dimensionen“ getrieben. Einzig die sich über mehrere Ebenen erstreckende schauspielerische Leistung von Sweeney sei positiv hervorzuheben, wobei ihre Figur verwundbar ist, ohne jedoch naiv zu sein.
Ebenso konnte Jordan Mintzer vom Hollywood Reporter von Nocturne nicht überzeugt werden. Der Film beginne mit einer stilvollen Eröffnungsszene, werde dann jedoch vorhersehbar und beinhalte ausschließlich lahme Versuche von Regisseurin Quirke, den Zuschauer zu beunruhigen. Die besten Szenen seien jene, in denen der Wettbewerb innerhalb der Welt der klassischen Musik im Mittelpunkt stehe. Wenn der Film hingegen gruselig oder beängstigend sein will, sei er eher generisch. Trotzdem könnten die beiden Hauptdarstellerinnen durchweg für ein angemessenes Maß an Spannung sorgen, obwohl sich Nocturne zu vertraut und unauffällig anfühle.